# Paralaea longidens
Paralaea longidens là một loài bướm đêm trong họ Geometridae.